# Повенецкий, Емельян
Емельян Иванов (иначе Повенецкий, известен также как Емелька Второй) — деятель старообрядчества.

## Биография
Об его детстве информации практически не сохранилось, да и прочие биографические сведения о нём очень скудны и отрывочны; известно лишь, что происходил из рода из рода расколоучителей Денисовых. В 1687 года во время осады Палеостровского монастыря Мишенским возбудил его защитников к самосожжению, а сам ушел, по официальным сообщениям — пограбивши казну, по преданию же раскольников — благословленный на дальнейшие подвиги. 
В 1688 году Емельян Повенецкий снова явился поблизости Палеострова, в Толвуйском погосте и, собрав до пятисот человек, внезапно напал 23 сентября на Палеостровский православный монастырь, захватил там десять монахов и трёх крестьян, бросил их в погреб, и засел в монастыре, остальная братия которого разбежалась. 
Против Емельки Второго выслан был из Олонца военный отряд, встреченный с монастыря ружейными выстрелами; 23 ноября защитники монастыря, не желая сдаваться,  подожгли обитель и все погибли в пламени 23 ноября 1688 года.